# Dauphin (Alpes-de-Haute-Provence)
Dauphin település Franciaországban, Alpes-de-Haute-Provence megyében. Lakosainak száma 837 fő (2022. január 1.). Dauphin Mane, Manosque, Saint-Maime, Saint-Martin-les-Eaux, Saint-Michel-l’Observatoire és Volx községekkel határos.

## Népesség
A település népességének változása:
| Lakosok száma | 357  | 469  | 684  | 786  | 812  | 823  | 831  | 836  | 839  | 837  |
|               | 1968 | 1982 | 1990 | 2006 | 2013 | 2015 | 2017 | 2019 | 2020 | 2022 |